# Toscana (transatlantico)
Il Toscana (già Saarbrücken) è stato un piroscafo misto italiano (in precedenza tedesco), utilizzato dalla Regia Marina come nave ospedale durante la seconda guerra mondiale. La nave è famosa soprattutto per aver trasportato 16 800 esuli istriani che fuggivano da Pola a Venezia e quindi verso l'Italia a causa dell'annessione dell'Istria alla Iugoslavia.

## Storia

### Gli anni Venti e Trenta
Costruito a Brema tra il 1922 ed il 1923 per la grande compagnia di navigazione tedesca Norddeutscher Lloyd, la nave, un piroscafo misto da 9429 tonnellate di stazza lorda (successivamente incrementate a 9442 tsl) e 5487 tonnellate di stazza netta, aveva originariamente il nome Saarbrücken. La nave poteva imbarcare in spazi non particolarmente ampi un totale di 198 passeggeri (capienza che poteva tuttavia essere incrementata di altri 142 posti), mentre nelle stive potevano essere caricate 9142 tonnellate di merci. Due macchine alternative a vapore della potenza di 4200 CV, alimentate da cinque caldaie a carbone, consentivano la non particolarmente elevata velocità di dodici nodi. Causa alcuni problemi nella stabilità trasversale, durante la costruzione allo scafo del piroscafo vennero aggiunte due controcarene, cosa piuttosto singolare per una nave mercantile. Per oltre un decennio il piroscafo venne quindi utilizzato come transatlantico sulle linee passeggeri verso l'Asia occidentale e nelle acque nordeuropee.

Il Toscana dopo il passaggio sotto bandiera italiana, con i colori della società Italia.

Nel 1935, durante i preparativi della guerra d'Etiopia, il governo italiano decise, per dotarsi di un adeguato numero di grandi unità passeggeri da adibire al trasporto delle truppe, di acquistare da compagnie straniere nove grosse navi passeggeri (con stazza lorda compresa tra le 9 000 e le 20 000 tsl) che vennero ribattezzate con nomi di regioni italiane: tra queste navi vi fu appunto la Saarbrücken, che, comprata nell'agosto 1935, venne ribattezzata Toscana (le altre unità erano Calabria ex Werra, Liguria ex Melita, Lombardia ex Risolute, Piemonte ex Minnedosa, Sannio ex General Mitre, Sardegna ex Sierra Ventana, Sicilia ex Coblenz – gemella del Toscana – ed Umbria ex Bahia Blanca). Date in gestione alla società Italia, che figurava anche come loro proprietaria (e successivamente, nel 1936, al Lloyd Triestino), le nove unità della serie «Regioni» non vennero in realtà mai impiegate per servizio passeggeri di linea, venendo invece sempre utilizzate per conto del governo, del Ministero delle colonie o della Regia Marina.

Al pari delle altre unità della “classe” Regioni, pertanto, il Toscana venne impiegato come trasporto truppe dapprima nella guerra d'Etiopia e poi nella guerra civile spagnola. Nel corso della guerra d'Etiopia il piroscafo effettuò numerosi viaggi con partenza a Napoli ed arrivo nei porti dell'Eritrea e della Somalia via canale di Suez, trasportando ogni volta 1990 uomini. 

Il Toscana negli anni Trenta, durante una missione di trasporto truppe.

Dopo un breve periodo di inattività in attesa di un nuovo utilizzo, la nave, che nel gennaio 1937 era stata trasferita al Lloyd Triestino, venne nuovamente impiegata per il trasporto di truppe e lavoratori nei porti della Spagna in mano alle truppe nazionaliste, durante la guerra civile spagnola. Durante tale conflitto – nel corso del quale le navi italiane portarono in Spagna 80 000 uomini e 4 000 veicoli – i trasporti truppe viaggiavano solitamente in convogli scortati da unità della II Squadra Navale (incrociatori o cacciatorpediniere) sino a Malaga o Gibilterra, per proseguire alla volta di Cadice sotto la scorta di unità provenienti da Tangeri, Ceuta e Palma di Maiorca. Un primo viaggio in Spagna del Toscana, per trasporto di reparti del Corpo Truppe Volontarie, venne effettuato tra gennaio e febbraio 1937. Ne seguirono vari altri.
Data in gestione alla Flotta Lauro, incaricata del trasporto in Libia di 1720 famiglie per un totale di 20 000 coloni, nel novembre 1938, la nave venne impiegata per qualche mese nel trasporto di tali coloni verso la Libia, per essere nuovamente inviata in Spagna nel maggio 1939, rimpatriando 1900 militari italiani.

### La seconda guerra mondiale ed il servizio come nave ospedale
All'entrata dell'Italia nella seconda guerra mondiale, il 10 giugno 1940, il Toscana si trovava, insieme al similare Sicilia, nel Dodecaneso, dove le due navi erano da poco giunte con a bordo alcune centinaia di militari di complemento. 

La Toscana a Bari durante la seconda guerra mondiale.

 Nei successivi mesi le due navi rimasero sostanzialmente inattive in quelle isole, poi, nel dicembre 1940, lo Stato Maggiore della Regia Marina decise la loro trasformazione in nave ospedale, sia in virtù delle loro grandi dimensioni e capienza, sia per salvarle dalla perdita in caso della caduta – allora ritenuta molto probabile, timore che permase sino alla caduta della Grecia nell'aprile 1941 – del Dodecaneso, in seguito al blocco navale oppure ad uno sbarco turco o britannico. La decisione venne comunicata alla sede della Croce Rossa Internazionale a Ginevra, e vennero inviati nel Dodecaneso i materiali sanitari ed il personale medico necessario ad armare le due navi, prima a mezzo aerei (sul finire del 1940) e poi, nel gennaio 1941, mediante la moderna motonave Vettor Pisani. Requisita ufficialmente dalla Regia Marina il 1º febbraio 1941 (in tale data venne dichiarato il termine del noleggio), iscritta nel ruolo del naviglio ausiliario dello Stato e ridipinta secondo le norme stabilite dalla Convenzione di Ginevra per le navi ospedale (scafo e sovrastrutture bianche, fascia verde interrotta da croci rosse sullo scafo e croci rosse sui fumaioli), la Toscana, dotata di adeguate attrezzature sanitarie ed imbarcato il personale medico, entrò in servizio come nave ospedale dotata di 700 posti letto nel marzo 1941. Il 5 marzo 1941 l'unità lasciò Lero con a bordo 73 tra feriti e malati provenienti da tutte le isole del Dodecaneso (secondo alcune fonti le autorità italiane del Dodecaneso, per garantire alla Toscana lo status di nave ospedale, concessero il viaggio gratuito a quei residenti nel Dodecaneso che decidessero tornare in Italia per riunirsi alle loro famiglie, purché questi si dichiarassero malati) ed anche nove crocerossine volontarie (anche se i loro diplomi professionali ed altri documenti non erano del tutto in regola, avendo seguito solo un breve corso). Durante l'attraversamento del canale di Cerigo la nave ospedale venne avvistata da un aereo inglese che richiese, a mezzo segnali ottici, il nome dell'unità, cui dal Toscana venne risposto con lo stesso metodo. 

La nave ospedale rientra in Italia dopo una missione.

Dopo aver attraversato senza incidenti il Mar Egeo la Toscana giunse a Taranto, da dove poi venne trasferita a Trieste per ultimare l'allestimento. Giunta nel capoluogo giuliano il 12 marzo, la nave vi rimase per i lavori fino al 25 maggio e quindi si trasferì a Venezia per imbarcare le attrezzature sanitarie, divenendo infine operativa nel giugno 1941 (per altre fonti dal 16 dicembre 1941).
Nell'autunno 1941 (in questo periodo fu imbarcato sulla nave, in qualità di cappellano militare, il futuro cardinale Sergio Pignedoli) la Toscana venne bombardata da un aereo inglese. Qualche tempo dopo, sempre nell'autunno 1941, la nave ospedale prese a bordo a Tripoli, mentre era in corso un attacco aereo sulla città, 924 tra feriti, malati ed anche numerosi profughi civili: a bordo dell'unità nacque un bambino, che venne battezzato "Toscano" in ricordo del nome della nave.

Il 22 dicembre 1941 la Toscana lasciò Tripoli diretta in Italia, ma venne dirottata su Bengasi, dove arrivò l'indomani, trattenendovisi per poche ore ed imbarcando più di un migliaio tra feriti e profughi civili: questi ultimi – principalmente donne e bambini –, avendo sperimentato la dura occupazione inglese della città (6 febbraio-4 aprile 1941), avevano richiesto di rientrare in Italia, dato che, davanti alla nuova offensiva britannica, Bengasi (ormai abbandonata da tutte le truppe dell'Asse in ritirata tranne che da un piccolo reparto della Polizia dell'Africa Italiana) sarebbe nuovamente caduta di lì a due giorni (24-25 gennaio 1941).

La Toscana in servizio come nave ospedale.

Nell'agosto 1942 la nave ospedale compì una missione a Tobruk, toccando altri tre porti della costa nordafricana.
Nella notte tra il 1° ed il 2 ottobre 1942 la Toscana, in navigazione correttamente illuminata, venne sottoposta a due attacchi con lancio di bombe da parte di due bombardieri britannici, senza tuttavia riportare alcun danno e recuperando anzi l'equipaggio (sei uomini) di uno degli aerei avversari, che aveva dovuto ammarare qualche minuto dopo l'attacco.
A causa dell'intensa attività le caldaie della nave ospedale si ridussero in cattive condizioni, giungendo a consumare giornalmente 60 tonnellate d'acqua per sviluppare una velocità massima di otto nodi: in seguito a tali problemi l'unità venne sottoposta, tra il novembre ed il dicembre 1942, ad approfonditi lavori di manutenzione alle caldaie.
Il 2 dicembre 1942 la Toscana, insieme alle piccole navi soccorso Capri e Laurana, nonché a diversi cacciatorpediniere e torpediniere, venne inviata alla ricerca dei superstiti delle navi del convoglio «H», pressoché distrutto in uno scontro notturno contro una formazione navale inglese, nelle acque del banco di Skerki (costa tunisina). Complessivamente vennero tratti in salvo circa 1100 naufraghi, un terzo del totale degli uomini imbarcati sulle navi del convoglio (tra i feriti ricoverati sulla Toscana vi fu il tenente di vascello Alfredo Zambrini del cacciatorpediniere da Recco, gravemente ustionato e deceduto nell'ospedale di Torrebianca il successivo 14 dicembre, decorato con Medaglia d'oro al valor militare per il suo operato nel mantenere le comunicazioni a bordo del Da Recco incendiato nello scontro).

Due giorni dopo, il 4 dicembre, la nave ospedale recuperò in alto mare cinque avieri inglesi.

L'unità fotografata a Venezia durante il periodo bellico.

Il 28 aprile 1943 la Toscana trasse in salvo 72 naufraghi tra membri dell'equipaggio (sette) del piroscafo italiano Teramo, incendiato quello stesso giorno da motosiluranti britanniche ed aerei Kittyhawk durante la navigazione da Napoli a Tunisi carico di benzina (il relitto alla deriva si arenò il 29 aprile a sud di Capo Bon, continuando a bruciare sino alla sera del 30), e dei motopescherecci requisiti TT 01 e TT 03, utilizzati come trasporti dalla Kriegsmarine ed anch'essi affondati. Quello stesso giorno la nave ospedale venne sorvolata per diverso tempo da un gruppo di velivoli statunitensi, che verso le sei di sera l'attaccarono al largo di Capo Cartagine, senza però riuscire a colpirla. Il 29 aprile la Toscana, mentre rientrava dalla Tunisia con a bordo 938 tra feriti e malati, venne nuovamente attaccata con lancio di bombe e mitragliamento – nonostante la trasmissione di segnali radio di riconoscimento – e fu stavolta colpita, con 15 feriti tra il personale medico e l'equipaggio, alcuni dei quali di notevole gravità.

Un'altra immagine della Toscana in veste di nave ospedale.

Nel luglio-agosto 1943 la nave prese parte alle operazioni di evacuazione sanitaria della Sicilia, dopo lo sbarco alleato. In luglio la Toscana e le navi ospedale Aquileia e Virgilio effettuarono cinque missioni, imbarcando circa 3400 tra feriti e malati gravi sia tedeschi che italiani, radunati sulle spiagge di Sant'Agata e Ganzirri (stretto di Messina), ed in agosto le stesse tre navi compirono altre tre missioni sino al giorno della caduta di Messina, il 17 agosto, recuperando altri 3000 infermi. La Toscana e l'Aquileia furono le ultime navi ospedale ad abbandonare le rive dello stretto di Messina, sotto continui attacchi aerei.

Alla proclamazione dell'armistizio la Toscana si trovava a Gaeta (dove si era tenuta pronta a muovere dietro ordini superiori), da dove salpò la sera del 9 settembre 1943, mentre le truppe tedesche occupavano la piazzaforte, riuscendo così ad evitare la cattura. 

Un particolare della prua della nave ospedale durante la cobelligeranza. Sono visibili il paramine e, dipinto sullo scafo, il contrassegno “59” che contraddistingueva la nave dopo l'iscrizione quale Hospital Ship N.59 nelle liste britanniche.

Ben accolta dalle truppe americane al suo arrivo a Palermo, la nave proseguì per Malta, giungendovi il 14 settembre, mentre si faceva notte, ed imbarcando il giorno seguente i feriti e malati gravi prelevati dalle unità italiane radunate nei porti dell'isola e dalla nave soccorso Laurana (all'ormeggio a Marsa Scirocco), trattenuta dai britannici sin dalla sua cattura, avvenuta nel maggio 1943, ed a bordo della quale erano stati inizialmente sistemati gli infermi imbarcati sulle altre navi. Il 16 settembre la Toscana lasciò Malta, giungendo a Taranto il 18 ottobre, dopo aver evitato senza danni un attacco aereo da parte di velivoli tedeschi.
Nell'autunno 1943 le autorità britanniche richiesero alla Regia Marina la Toscana e l'unica altra nave ospedale rimasta in efficienza, la Principessa Giovanna, per utilizzo a favore delle proprie truppe, ma la Regia Marina rispose che a tale scopo le due unità avrebbero anche potuto continuare ad essere impiegate con bandiera ed equipaggio italiano, pur operando in base alle esigenze britanniche. Così avvenne e pertanto, tra il settembre ed il dicembre 1943, Principessa Giovanna e Toscana effettuarono in tutto sei missioni di trasporto di feriti e malati sia britannici (per i due terzi) che italiani (per il rimanente terzo).
Nel gennaio 1944 gli inglesi, intenzionati ad appropriarsi almeno temporaneamente delle proprie navi italiane, decisero d'iscrivere la Principessa Giovanna (Hospital Ship N. 58) e la Toscana (Hospital Ship N. 59) nelle liste delle proprie navi ospedale, dichiarando che la decisione fosse stata presa per proteggere le due unità, in quanto la Germania riconosceva solo la Repubblica Sociale Italiana, e non il governo del Regno del Sud. Di fatto, tuttavia, la Toscana (a differenza della Principessa Giovanna), benché formalmente iscritta nei registri britannici come Hospital Ship N.59, continuò ad essere impiegata per conto del Comando navale italiano del Levante sino alla fine del 1945, quando venne derequisita. Altre fonti riportano invece una versione diversa: la nave, radiata a Taranto dai ruoli del Naviglio ausiliario dello Stato il 6 febbraio 1944, rimase in regime di requisizione della Regia Marina, per essere utilizzata come trasporto per conto degli Alleati, e fu sottoposta a lavori di sistemazione ad Haifa ed Alessandria d'Egitto, giungendo a Malta il 16 febbraio 1944, alzandovi bandiera britannica e svolgendo alcune missioni in Mediterraneo come nave ospedale. Il 16 febbraio 1945 la Toscana venne inviata a Yarrow e vi rimase per tre settimane, venendo sottoposta ad un turno di lavori. Per altra fonte, nel 1944 la nave venne requisita dagli Alleati e da questi adibita a compiti di trasporto, effettuando alcuni viaggi nel Mediterraneo sotto bandiera britannica e venendo sottoposta ad un turno di lavori in Inghilterra.
Nel corso della seconda guerra mondiale la Toscana aveva svolto complessivamente 54 missioni come nave ospedale, trasportando 4 720 tra feriti e naufraghi e 28 684 ammalati.

### Il dopoguerra e l'esodo istriano

Il Toscana imbarca profughi a Pola nel 1947.

Tornata a Napoli il 4 dicembre 1945 ed issata nuovamente la bandiera italiana, la nave venne utilizzata dal Co.Ge.Na. (Comitato ministeriale Gestione Navi) per conto del governo italiano, svolgendo collegamenti d'urgenza tra Napoli, Palermo e Cagliari. Restituita formalmente al Lloyd Triestino nell'ottobre 1946, la nave venne impiegata per il rimpatrio da Libia e Tunisia di profughi ed ex prigionieri. Nello stesso periodo la nave trasportò anche da Napoli a Massaua, passando per il canale di Suez e Porto Said, ex coloni italiani che tornavano in Africa Orientale dopo esserne partiti nel 1942, a seguito dell'occupazione britannica. Ad inizio gennaio 1947 si decise di impiegare il Toscana per l'evacuazione dei profughi di Pola, intenzionati a lasciare la città prima che questa venisse annessa alla Iugoslavia.

Una celebre fotografia della nave durante l'abbandono di Pola.

Giunta a Pola al comando del capitano Caro agli inizi di febbraio, la nave imbarcò 1865 profughi e ripartì dal Molo Carboni del porto istriano il 2 febbraio 1947, alle 8.30, diretta a Venezia. Dopo aver sbarcato i profughi, la nave tornò a Pola il 5 febbraio, imbarcando 2085 persone e ripartendo il 7 febbraio alla volta di Venezia. Il 9 febbraio il Toscana fece ritorno nel capoluogo istriano, dove prese a bordo 1550 persone (meno del previsto a causa del coprifuoco imposto in seguito all'assassinio, per protesta contro la cessione di Pola alla Iugoslavia, del brigadiere generale Robert W. De Winton, comandante il presidio britannico di Pola, avvenuto il 10 febbraio ad opera dell'insegnante nazionalista Maria Pasquinelli), salpando verso Venezia l'11 febbraio. Tornato a Pola il 14 febbraio, il piroscafo ne ripartì il 16 con 2300 profughi a bordo, per poi tornare il 18 portando, tra l'altro, il direttore del quotidiano veneziano «Il Gazzettino». La successiva partenza (per Ancona e non per Venezia) del Toscana, che aveva imbarcato 2156 profughi (tra cui 16 malati, 50 lattanti e 120 bambini con meno di quattro anni, oltre a numerosi anziani) era prevista per il 19, ma causa il maltempo venne inizialmente rimandata al 20 e poi, persistendo le condizioni meteorologiche avverse, poté infine avvenire solo il 21 febbraio. Rientrata a Pola il 23 febbraio, la nave ripartì il 26 febbraio con il sesto carico di profughi istriani.

Un'altra immagine della nave durante l'esodo istriano.

Il 2 marzo il Toscana partì da Pola per Venezia con 1580 profughi in quello che avrebbe dovuto essere l'ultimo viaggio, ma il 4 marzo la nave tornò di nuovo nel porto istriano. Il 7 marzo, con un giorno di ritardo a causa di problemi tecnici, il Toscana ripartì da Pola, portando a bordo, oltre a 1400 profughi, i resti di Nazario Sauro, di Giovanni Grion, della madre di quest'ultimo e di due delle vittime del sommergibile F 14, affondato accidentalmente fuori Pola nell'agosto 1928, oltre a numerosi cimeli. Negli ultimi due viaggi la nave trasportò soprattutto personale rimasto a Pola per le operazioni di evacuazione della città, che si presentava a bordo provvisto di documenti con apposito timbro di riconoscimento. Il 13 marzo il Toscana si presentò ancora una volta a Pola, con a bordo il capo della Pontificia Commissione di Assistenza, e ripartì il 14 marzo alla volta di Ancona, nuovamente carico di profughi. Il 17 marzo il Toscana fece ritorno a Pola per l'ultimo viaggio: la partenza era prevista per il 19, ma in realtà la nave partì con un giorno di ritardo. Dopo aver ricevuto dal Comitato di Liberazione Nazionale e dal Comitato di Assistenza per l'Esodo una pergamena miniata in segno di riconoscenza, il Toscana lasciò Pola per l'ultima volta il 20 marzo 1947.

Il Toscana dopo i lavori di rimodernamento del 1947, alla Stazione Marittima di Trieste.

In dieci viaggi (più del numero inizialmente previsto), tra il 2 febbraio ed il 20 marzo 1947, il piroscafo aveva trasportato complessivamente 16 800 profughi istriani (per altra fonte 13 056). Per questa sua attività fotografie del Toscana fotografato nel 1947 nel porto di Pola appaiono nella copertina del libro «L'Esodo», di Arrigo Petacco (1999) e nel libro di Gianni Oliva «Profughi» (2005).
Terminata quest'attività il Toscana riprese il servizio di rimpatrio di profughi ed ex prigionieri dall'Africa settentrionale.

### Il ritorno al servizio civile e gli ultimi anni

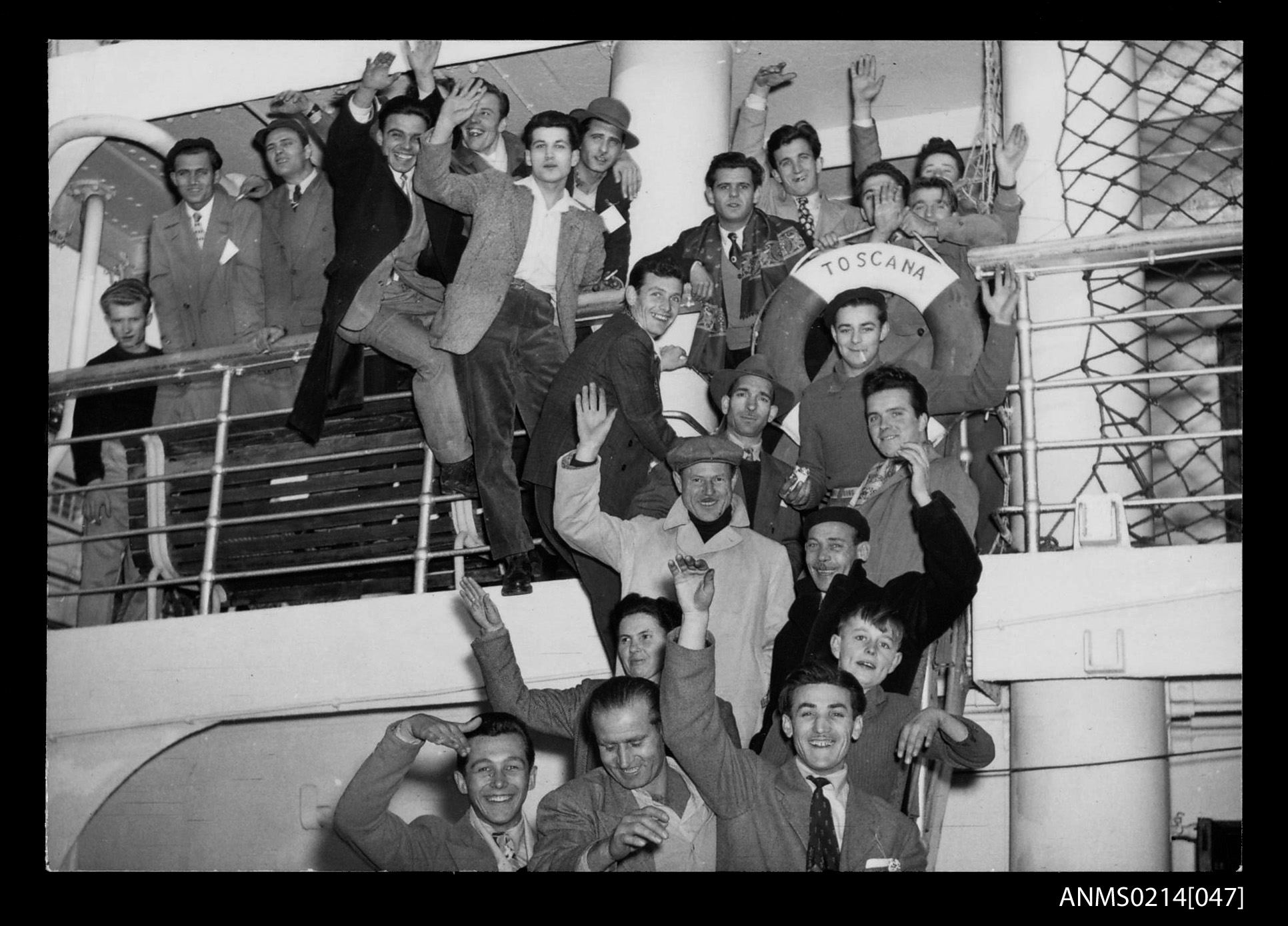
Emigranti italiani a bordo del Toscana a Trieste nel 1954, in partenza per l'Australia

Restituito infine alla navigazione mercantile, nell'estate 1947 il piroscafo subì un turno di grandi lavori di rimodernamento eseguiti presso il Cantiere San Marco di Trieste: i bruciatori delle caldaie, alimentati a carbone, vennero convertiti alla nafta, venne sostituito il fumaiolo con uno più basso e tozzo (la velocità tuttavia non mutò, restando di dodici nodi) e la stazza fu leggermente incrementata a 9584 tsl. Anche le sistemazioni passeggeri vennero ampliate, potendo alloggiare 826 persone.
Tornato in servizio di linea dopo opportune prove di collaudo, il piroscafo venne assegnato nel 1948 alle rotte oltre Suez: inizialmente, dal 7 febbraio 1948, al collegamento diretto da Trieste a Durban, e dal 19 ottobre 1948 venne invece destinato al trasporto di emigranti (tra cui numerosi giuliani ed istriani, esuli dalle loro terre annesse alla Iugoslavia, e, dal 1954, 20 000 triestini che avevano lasciato Trieste dopo la restituzione della città all'Italia, in quanto senza lavoro) verso l'Australia e segnatamente a Perth, a disposizione del CIME (Comitato Intergovernativo per le Migrazioni Europee), partendo inizialmente da Napoli e successivamente da Trieste (capolinea). Il 14 settembre 1960 l'anziana nave lasciò Trieste per l'ultimo viaggio di linea.
Disarmato a Trieste sul finire del 1961, il Toscana venne infine demolito, sempre a Trieste, nel 1962.